# 我孫子道停留場
我孫子道停留場（あびこみちていりゅうじょう）は、大阪府大阪市住吉区清水丘にある阪堺電気軌道阪堺線の停留場。駅番号はHN15。大阪市内区間と堺市内区間の境界駅でもある。
天王寺駅前 - 浜寺駅前系統の電車は、一部を除き本停留場で乗務員の交代を行っている。

## 歴史
- 1911年（明治44年）12月1日：阪堺電気軌道（初代）の駅として開業。
- 1915年（大正4年）6月21日：南海鉄道との合併により、同鉄道の駅となる。
- 1944年（昭和19年）6月1日：会社合併により近畿日本鉄道の駅となる。
- 1947年（昭和22年）6月1日：路線譲渡により南海電気鉄道の駅となる。
- 1980年（昭和55年）12月1日：路線譲渡により阪堺電気軌道の駅となる[1]。
- 2009年（平成21年）7月4日：ダイヤ改正で運転系統が改編されたため、それまでとは逆に朝晩のごく一部を除いて恵美須町からの電車の方がここで折り返し、上町線直通電車が浜寺駅前まで直通する事となった。かつては、上町線直通電車は必ず我孫子道で折り返していた。また、恵美須町からの電車が当駅止まりの場合はほとんどが入庫列車であった。

## 停留場構造
相対式ホーム2面2線が2箇所にあるが、下記のように使われている。
| 1 | ■阪堺線 浜寺駅前方面   | 踏 切 | 3 | ■阪堺線 浜寺駅前方面   |
| 4 | ■阪堺線 恵美須町方面   | 踏 切 | 2 | ■阪堺線 恵美須町方面   |
| 4 | ■上町線 天王寺駅前方面 | 踏 切 | 2 | ■上町線 天王寺駅前方面 |

入庫列車以外の当駅止まり列車は、一度浜寺駅前方面へ引き上げてから出庫待機線に入って恵美須町方面ホームに入る。ただし、大きな遅れが出た場合は直接車庫に入って折り返す（これなら2分弱もあれば折り返せる）。なお、日中の当駅始発恵美須町行きは天王寺駅前行きが出発するまで出発待機線を出ないが、ダイヤ上少しでも天王寺駅前行きが遅れると一本後の恵美須町行き列車が出発待機線まで来る事がある（なお、出発待機線は2両分あるので浜寺駅前方面本線を塞ぐ事は無い）。
1番のりばはホーム長さが2.5両分ほどあり、朝ラッシュや正月3が日などの列車錯綜時は手前の場内信号に併設されている誘導信号の指示で、2列車（ダイヤが混乱して、さらに続行列車が我孫子道止まりの場合に限り3列車）まで入線可能である。
車庫へ入るポイント付近でアンダーパス工事（阪堺線の下を貫通）が行われた関係で、前後の架線柱が2005年（平成17年）頃に移設された。これに伴い、出庫待機線へのスプリングポイント付近にあったデッドセクションも我孫子道寄りに移設されている。同時期に、恵美須町方面本線の場内信号機と浜寺方面本線の出発信号機も、3灯式（ただし、緑部分は封鎖）から2灯式に交換された。

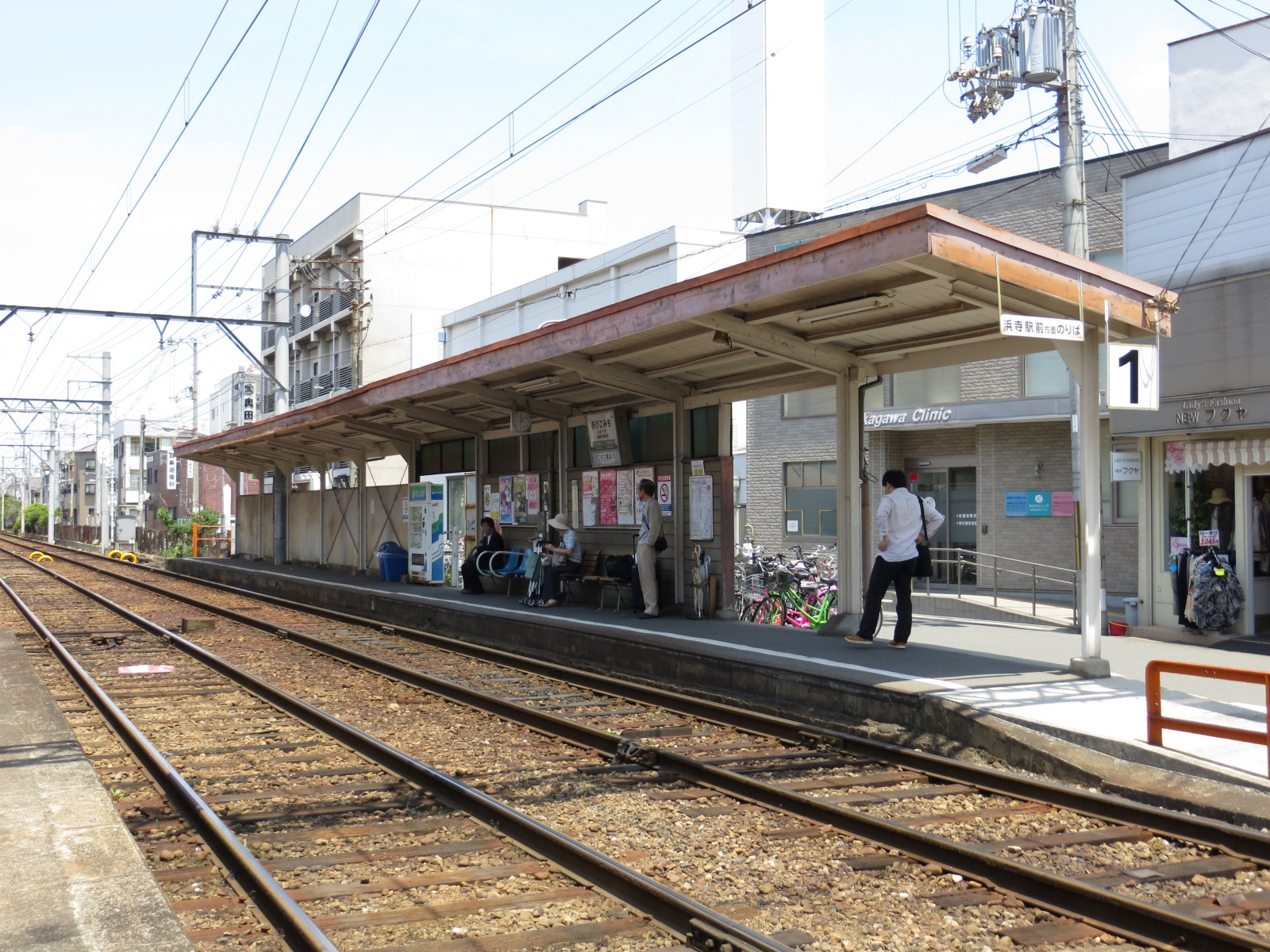
1番のりば（2013年5月）
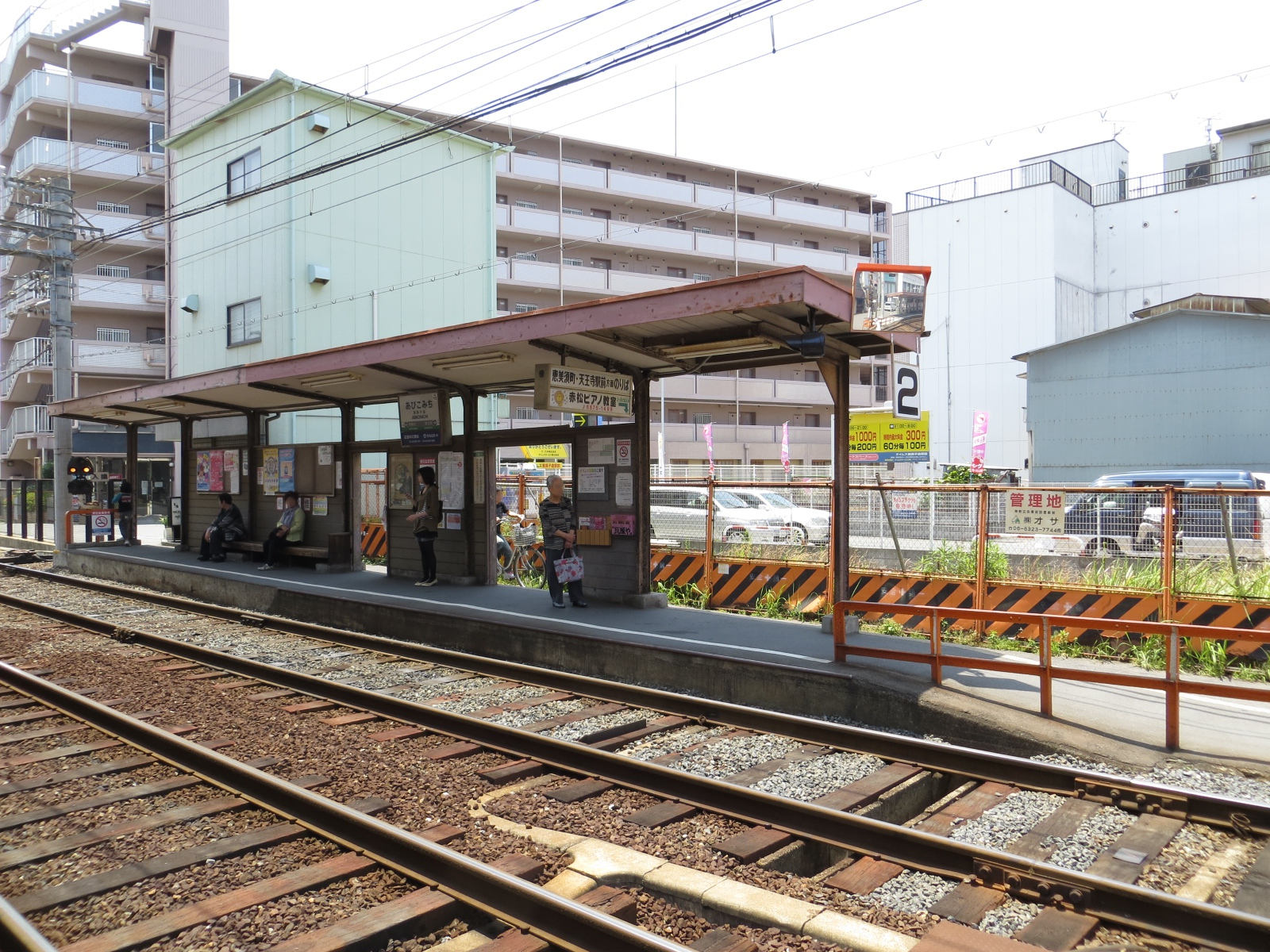
2番のりば（2013年5月）
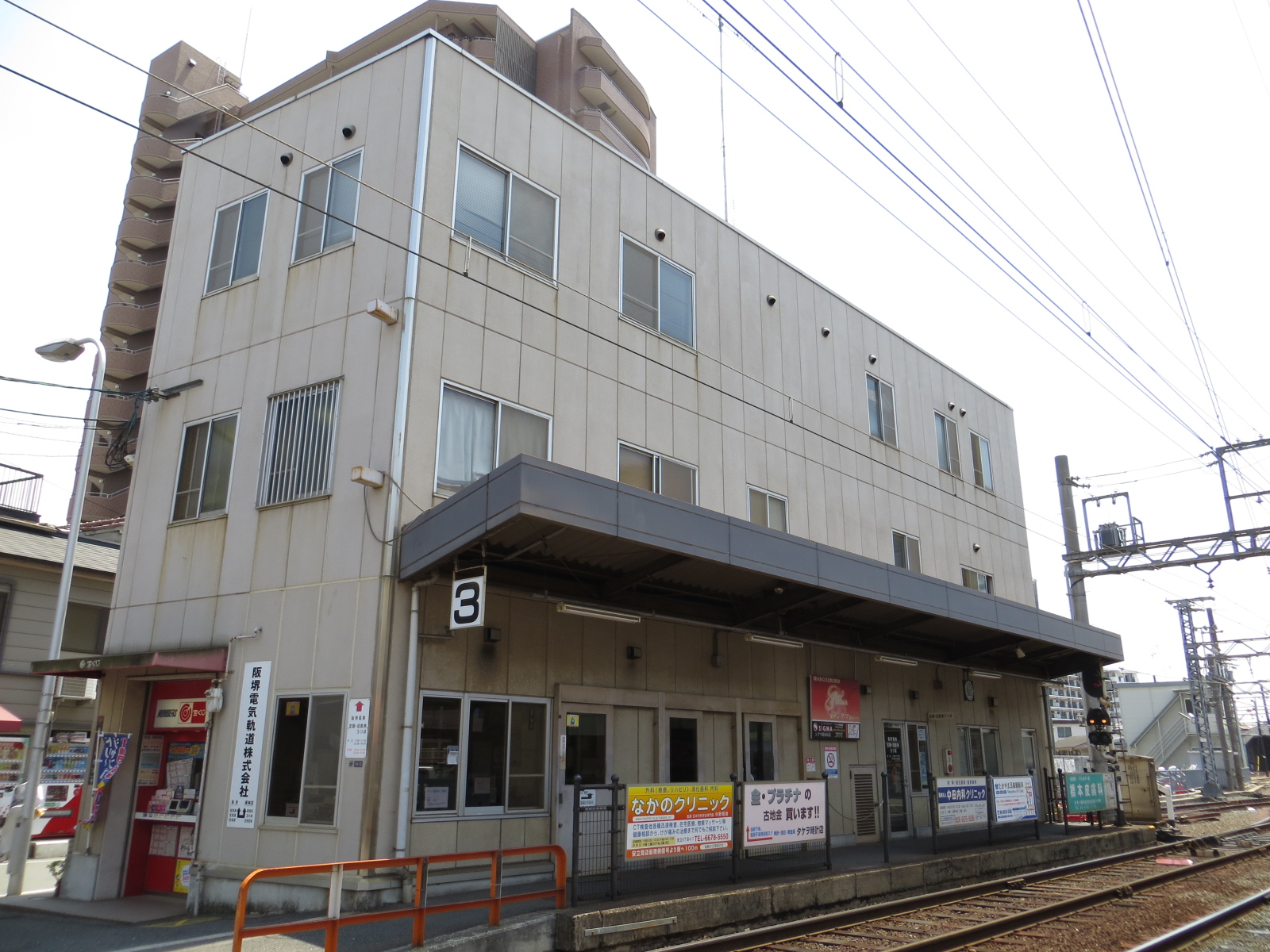
3番のりば（2013年5月。阪堺電気軌道の本社を併設）
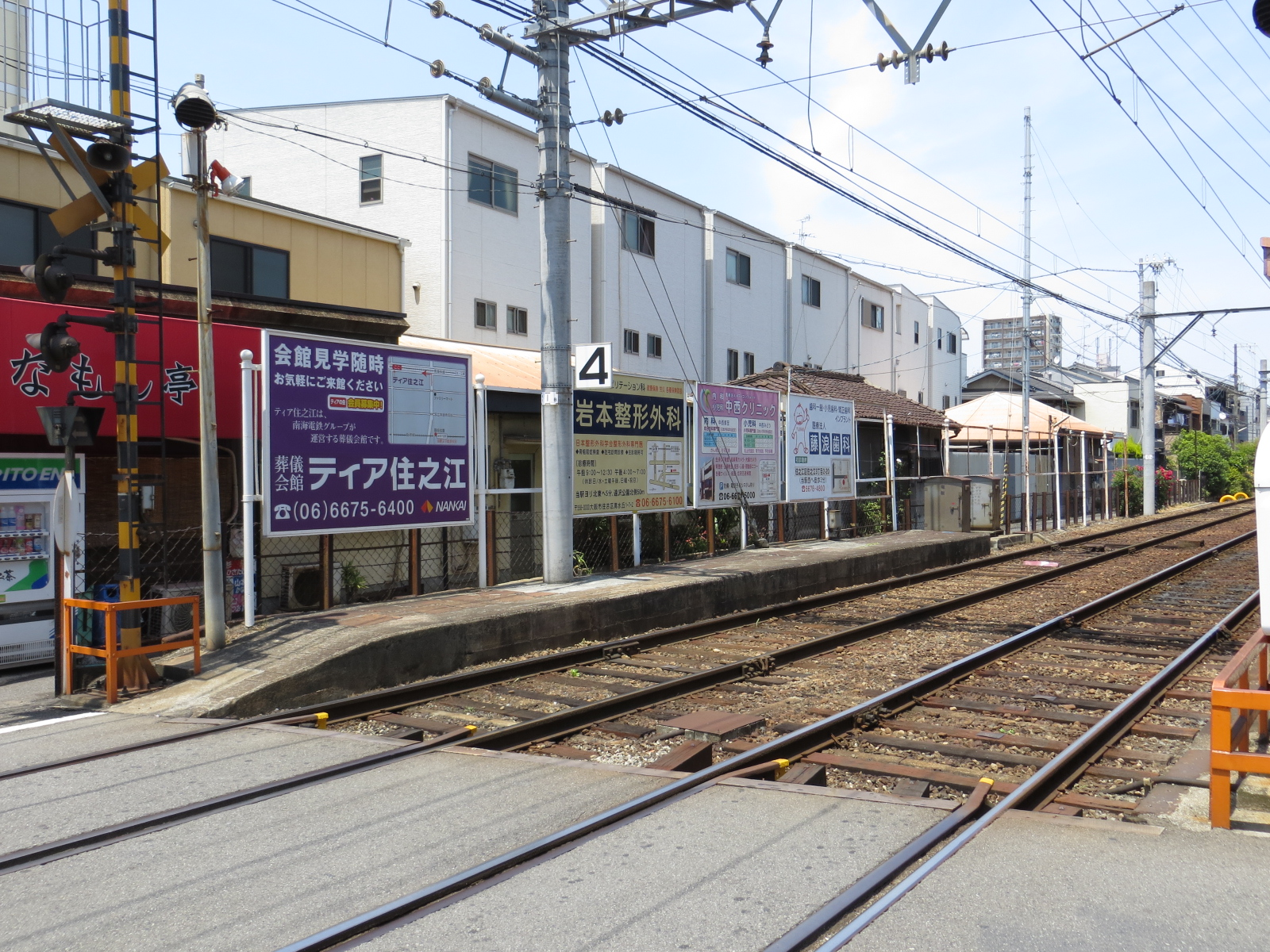
4番のりば（2013年5月。このホームのみ上屋が無い）

## 停留場周辺

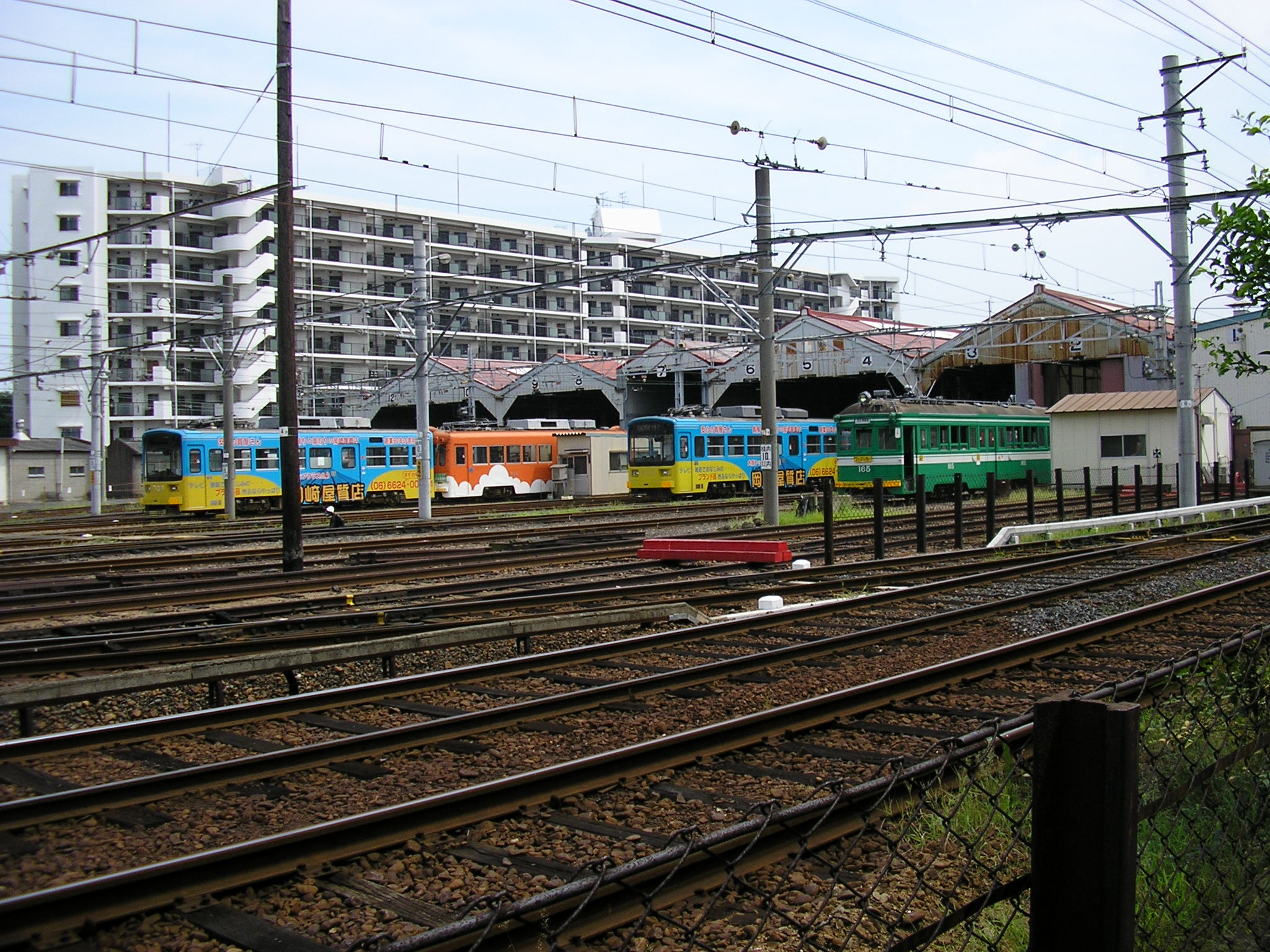
大和川検車区（「我孫子道車庫」ともいう。2006年8月）

かつて、本線路の西側に保線部門の施設があったが、現在は車庫内に移設されて跡地には保育所が建てられた。後述する立体交差道路建設工事が保育所建設と同時期に行われていたので、これに併せて線路と平行している生活道路の内、停留場から保育所までの間が僅かながら拡張された。このために線路敷が幅15 cmほど詰められており、柵がそれにあわせてうねっているのでそれと分かる。運輸区（乗務員詰所）も同時期に建て直されるとともにコンパクト化され、空いた部分に道路が建設されている（ただし、通常は自動車通り抜け不可）。
駅周辺は、商業地が多い。
我孫子観音（大聖観音寺）へは、地下鉄御堂筋線我孫子駅が最も近く、次いでJR阪和線我孫子町駅、南海高野線我孫子前駅の順であり、当駅は最も離れた位置にある。
- 阪堺電気軌道本社・車庫（大和川検車区）

1999年（平成11年）から毎年6月第2日曜日には、車庫内で「路面電車の日」にあやかり「路面電車まつり」が行われており、当停留場はイベントが終了する15時台半ばあたりまで大きな賑わいを見せる。
- 安立町（あんりゅうまち）
- 清水丘（しみずがおか）

## バス路線
当停留場南東の遠里小野7交差点付近におりおの橋停留所が、当停留場から商店街を抜けた先に我孫子道停留所があり、どちらも大阪シティバスの64号系統（住吉車庫前・あべの橋行）と65号系統（矢田行基大橋行 / 府立総合医療センター行）が停車するが、当停留場からは500mほど離れている。
このほか、当停留場西側に住之江二丁目停留所があり、赤バス・住之江ループが停車していたが、2013年3月31日をもって廃止された。

## 隣の停留場
阪堺電気軌道
■阪堺線
安立町停留場 (HN14) - 我孫子道停留場 (HN15) - 大和川停留場 (HN16)